# Metropolitan Borough of Dudley
Metropolitan Borough of Dudley är ett storstadsdistrikt (kommun) i grevskapet West Midlands i England,  Storbritannien. Distriktet har 324 969 invånare (2022) Det ligger i ett område som kallas för "Black Country". Huvudort är Dudley, men i distriktet ingår också Stourbridge, Halesowen, Brierley Hill, Amblecote, Sedgley och Coseley. I Dudley finns ett zoo, Dudley zoo, som är mycket välbesökt. I Dudley ligger också den geologiska sevärdheten "Wren's Nest", ett område som är mycket känt för sina välbevarade siluriska fossil. I distriktet finns inga civil parishes.